# I’m Into You
I’m Into You (englisch für Ich stehe auf dich) ist ein Lied der US-amerikanischen Sängerin Jennifer Lopez, das sie mit dem Rapper Lil Wayne aufgenommen hat. Der Song wurde als zweite Singleauskopplung aus dem Album Love? am 1. April 2011 veröffentlicht. Produziert wurde das Lied von der Musikproduzentengruppe StarGate.

## Hintergrund
Am 30. März 2011 erschien Lopez zu Ryan Seacrests morgendlicher Radio-Show, On Air with Ryan Seacrest. Dort sprach sie über die Veröffentlichung ihres bevorstehenden siebten Studioalbums Love? und über ihre Erfahrungen bei American Idol. Sie sang dazu 32 Sekunden ihrer neuen Single „I’m Into You“. Später am selben Tag war eine Onlineversion des Songs zu der Website des Magazins Rap-Up und in die Blogosphäre durchgesickert. Das Lied wurde für eine Werbekampagne auf Lopez’ Facebook-Seite genutzt. Sofern genügend Fans auf Facebook auf den Button „liked“ klicken würden, würde das Lied früher im iTunes Store erhältlich sein. I’m into You erschien schließlich am 1. April 2011, 4 Tage früher als geplant.

## Musikvideo
Lopez flog am 2. April 2011 nach Chichén Itzá in Mexiko, wo sie das Musikvideo mit Melina Matsoukas drehte und mehrere Fotos vom Videodreh per Twitter postete.

## Kommerzieller Erfolg

### Chartplatzierungen
Der Song hatte seine erste relevante Chartplatzierung am 14. Mai 2011 in den britischen Singlecharts auf Platz 44. Am 11. Juni stieg der Song bis auf Platz 9 und wurde damit Lopez’ 15. Top-10-Hit in Großbritannien. Am 21. Mai platzierte sich der Song nur durch Downloads auf Platz 72 in den Billboard Hot 100. In der nächsten Woche fiel der Song aus den Hot 100, enterte jedoch die Charts wieder und verbuchte seine Höchstplatzierung auf Platz 41. In Spanien, Frankreich, Belgien, Norwegen und Italien wurde der Song ein Top- 40-Hit. In Deutschland wurde der Song vergleichsweise spät veröffentlicht und platzierte sich nur aufgrund von Downloads am 19. August auf Platz 18 in den deutschen Musikcharts. In der folgenden Woche stieg er auf Platz 16.
| ChartsChartplatzierungen       | Höchstplatzierung | Wochen |
| ------------------------------ | ----------------- | ------ |
| Deutschland (GfK)              | 16 (14 Wo.)       | 14     |
| Österreich (Ö3)                | 10 (9 Wo.)        | 9      |
| Schweiz (IFPI)                 | 22 (19 Wo.)       | 19     |
| Vereinigte Staaten (Billboard) | 41 (15 Wo.)       | 15     |
| Vereinigtes Königreich (OCC)   | 9 (18 Wo.)        | 18     |

| ChartsJahrescharts (2011)    | Platzierung |
| ---------------------------- | ----------- |
| Vereinigtes Königreich (OCC) | 86          |

### Auszeichnungen für Musikverkäufe
| Land/Region                  | Auszeichnungen für Musikverkäufe (Land/Region, Auszeichnung, Verkäufe) | Verkäufe  |
| ---------------------------- | ---------------------------------------------------------------------- | --------- |
| Brasilien (PMB)              | 3× Platin                                                              | 180.000   |
| Deutschland (BVMI)           | Gold                                                                   | 150.000   |
| Italien (FIMI)               | Gold                                                                   | 15.000    |
| Kanada (MC)                  | Gold                                                                   | 40.000    |
| Schweiz (IFPI)               | Gold                                                                   | 15.000    |
| Vereinigte Staaten (RIAA)    | Gold                                                                   | 601.000   |
| Vereinigtes Königreich (BPI) | Gold                                                                   | 400.000   |
| Insgesamt                    | 6× Gold · 3× Platin ·                                                  | 1.401.000 |

Hauptartikel: Jennifer Lopez/Auszeichnungen für Musikverkäufe